# Envío
Envío (eller Revista Envío) är en centralamerikansk samhällsvetenskaplig, politisk och ekonomisk tidskrift som ges ut på spanska, engelska och italienska. Tidskriften grundades 1981 och publiceras av det jesuitiska Universidad Centroamericana i Managua, Nicaragua. Från början fokuserade Envío på Nicaragua, med utgångspunkt från befrielseteologi och den sandinistiska revolutionen, men på nittiotalet expanderades innehållet till hela Centralamerika och Västindien.
Tidskriften kan läsas genom prenumeration eller gratis via internetuppkoppling. Hela tidskriftens arkiv finns gratis tillgängligt på internet.